# José Ortega y Gasset
José Ortega y Gasset   (Madrid, 9 de maig de 1883 - Madrid, 18 d'octubre de 1955) fou un filòsof espanyol.

## Biografia
Va cursar estudis secundaris al col·legi jesuïta de San Estanislao a Miraflores del Palo (Màlaga) entre 1891 i 1897, i superiors a la Universitat de Deusto, Bilbao (1897-98) i a la Facultat de Filosofia i Lletres de la Universitat Central de Madrid (1898-1904).
Es doctorà en Filosofia per la Universitat de Madrid (1904) amb la seva obra Los terrores del año mil – Crítica de una Leyenda. Entre 1905 i 1907 va fer estudis a Alemanya: Leipzig, Nuremberg, Colònia, Berlín i especialment a Marburg. En aquesta última ciutat es va veure influït pel neokantisme de Hermann Cohen i Paul Natorp, entre d'altres.

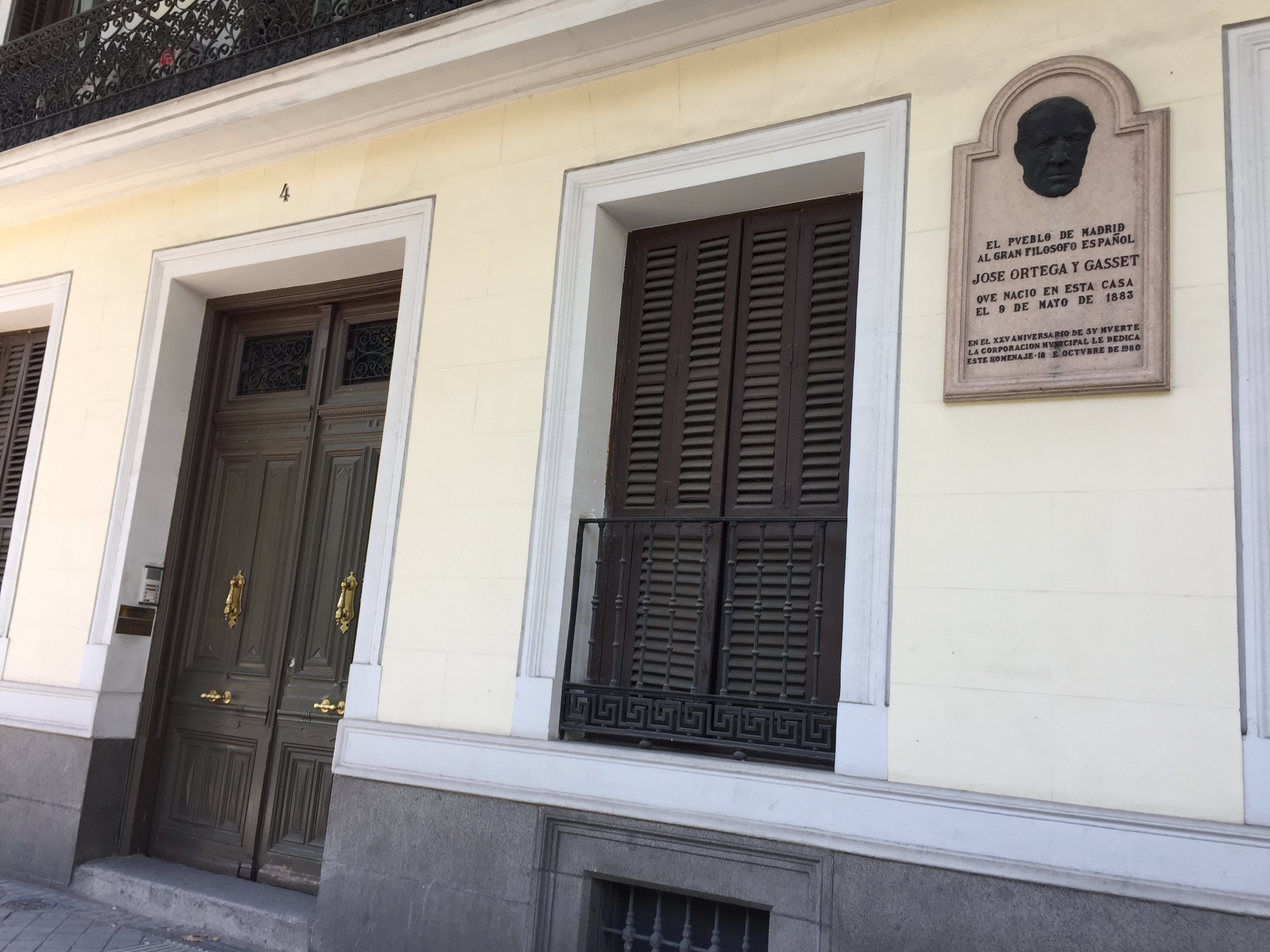
Casa natal de José Ortega y Gasset al carrer Alfonso XII, 4 a Madrid

De retorn a Espanya fou nomenat professor numerari de Psicologia, Lògica i Ètica de la Escuela Superior del Magisterio de Madrid (1909) i a l'octubre de 1910 guanyà l'oposició a la Càtedra de Metafísica de la Universitat Central, vacant després de la defunció de Nicolás Salmerón. Col·laborador del diari El Sol el 1917, on publicà sota la forma de fulletons les seves dues principals obres: España invertebrada i La rebelión de les masas.
Fundà la Revista de Occidente el 1923, i en fou el director fins a 1936. Des d'aquesta publicació promogué la traducció i comentari de les més importants tendències filosòfiques i científiques com ara les de: Johan Huizinga, Oswald Spengler, Edmund Husserl, Georg Simmel, Jakob von Uexküll, Heinz Heimsoeth, Franz Brentano, Hans Driesch, Ernst Müller, Alexander Pfänder, Bertrand Russell, entre d'altres.
Enfrontat a la Dictadura de Primo de Rivera, juntament amb altres destacats intel·lectuals espanyols va renunciar a la seva càtedra el 1929.
Quan començà la Guerra civil marxà a l'exili, d'on tornà l'any 1946. Durant aquest període gairebé no va escriure sobre política, però va dedicar un article contra l'ajuda internacional a la República, publicat a la premsa anglesa. En aquest article s'enfrontà a Einstein, qui estava fent campanya de suport al Front Popular, i va dir d'ell que en qüestions espanyoles tenia una ignorància radical. Aquest fet i altres originaren el polèmic llibre "El maestro en el erial", de Gregorio Morán, on es tracta la relació d'Ortega amb el règim franquista.
Ortega y Gasset va exercir una gran influència a la filosofia espanyola del segle xx, no només per la temàtica de la seva obra filosòfica sinó també pel seu estil literari àgil, pròxim al Quixot, que li va permetre arribar fàcilment al públic general. Va exercir gran influència sobre filòsofs com Manuel García Morente, Joaquim Xirau, Xavier Zubiri, José Gaos, Luis Recaséns Siches, Manuel Granell, Francisco Ayala, María Zambrano, Pedro Laín Entralgo, José Luis López-Aranguren, Julián Marías i Paulino Garagorri.

## Context

### Històric

#### Al món
El món del segle xx es caracteritza per caminar entre progressos tecnològics, concentració de capitals, diferents ànsies imperialistes i les seves conseqüències bèl·liques, contradiccions entre els règims aparentment liberals i parlamentaris i la resistència de les ja desfasades estructures socials, polítiques i ideològiques de l'Antic Règim.
Durant aquest segle neix el cinema i el cubisme de Picasso. Les grans companyies alemanyes comencen a escombrar diversos sectors de mercat europeus mentre que a Amèrica els estatunidencs desborden França en la producció de l'automòbil.
Creix també el moviment obrer, i com a conseqüència neix el Partit Socialdemòcrata d'Alemanya i el Partit Laborista Britànic. França ja s'ha convertit definitivament en el model d'estat burgès, democràtic i laic, mentre que a Rússia esclata la Revolució d'Octubre.
El pensament científic dona grans passes, Max Planck desenvolupa la seva teoria quàntica, Albert Einstein la seva teoria de la relativitat, Landsteiner descobreix els grups sanguinis humans, Ramón y Cajal demostra el 1901 l'estructura del teixit nerviós i les neurones, i en el mateix any Freud publica la seva obra Psicopatologia de la vida quotidiana.

#### A Espanya
Espanya no queda al mateix nivell que aquestes grans potències. De fet, més que guanyar territoris, en perd, en el desastre del 98, començant així una nova època de crisi política i ideològica.
Des del naixement d'Ortega el 1883 fins a la seva mort, el 1955, se succeeixen a Espanya diferents formes d'estat. Neix durant el regnat d'Alfons XII en plena restauració borbònica. Dos anys després, el 1885, mor el rei i comença l'etapa de regència de la seva segona dona, Maria Cristina. En aquest període es manté el sistema turnista proposat per Cánovas del Castillo anys enrere. Aquest sistema porta una etapa de creixement i desenvolupament del país, però significava una gran corrupció política que accelerà la crisi. El 1898 es produeix el gran desastre, la pèrdua de les colònies espanyoles a Cuba, Puerto Rico i Filipines. Això, juntament amb la crisi política, posarà en marxa un moviment, el regeneracionisme que proposa un renaixement ideològic i polític del país per a una posterior reforma econòmica.
Ortega, però, no és pròpiament regeneracionista, sinó que va pertànyer a la generació del 14 o noucentista, generació amb un punt de vista més positiu que el dels seus antecessors del 98.
El 1923 el capità general de Catalunya, Miguel Primo de Rivera, se subleva contra el govern i fa un cop d'estat amb el suport de la corona. Aquest cop pretenia, oficialment, acabar amb la Guerra del Marroc, que ja s'havia convertit en un problema considerable. Tanmateix, no perseguia únicament aquesta finalitat, la derrota d'Annual, en termes més impersonals, fou objecte d'investigació per part del govern, amb el fi d'esclarir les causes de l'esdeveniment, les causes apuntaren directament a l'exèrcit i a la monarquia, i en substància d'això, juntament amb possibles interessos ideològics en contra de l'auge del socialisme després de la Revolució del 1917, que Primo de Rivera efectués el cop d'estat el 1923.
Després de la crisi econòmica del 1927, accentuada el 1929, la violenta repressió d'obrers i d'intel·lectuals i la manca de sintonia entre la burgesia i la dictadura serà l'objecte en qüestió a partir del qual s'uneix tota l'oposició l'agost del 1930 en l'anomenat Pacte de San Sebastià. Després de la dimissió de Primo de Rivera, els governs de Dámaso Berenguer i de Juan Bautista Aznar-Cabañas no faran una altra cosa que allargar momentàniament la decadència, fins que en les eleccions municipals del 1931 el rei, tot i havent sortit victoriós, decideix anar-se'n, proclamant-se el 14 d'abril la Segona República Espanyola.
Aquesta passarà per diferents formacions de govern. Comença amb l'etapa del bienni social-azañista, un període de nombroses reformes de tota mena; després d'aquesta etapa arriba el bienni radical-cedista, caracteritzat per l'anul·lació de les reformes anteriors i una sèrie de mesures de repressió per a les diferents revolucions, entre elles la Revolució del 1934.
Seguint les pautes de la Komintern, diversos partits d'esquerres s'uneixen en un Front Popular, que es concep com un front antifeixista. Governa, oficialment, des del 1936 fins al 1939. Però el 17 de juliol del 1936 es produeix el cop d'estat que dona pas a la Guerra Civil Espanyola.
Aquesta guerra fou un preàmbul de la Segona Guerra Mundial, que poc després es produeix a la resta d'Europa, atesa la confrontació entre les dues principals ideologies que convivien aleshores. A més del drama que suposà el conflicte civil, el triomf de les forces sublevades dirigides pel general Franco suposà l'establiment d'una dictadura militar que havia de durar trenta-sis anys.

### Filosòfic
Al segle xx Europa es debatia entre dos corrents de pensament: el vitalisme i l'historicisme. Des del vitalisme es considera que l'essència de la realitat no es redueix a la raó pura, sinó a un principi originari fonamental, que és la vida. L'historicisme, sorgit a Alemanya, sosté que la història és l'element més important per als éssers humans, l'esdevenir de les coses referides a l'ésser individual o a la comunitat en general. L'ésser humà és història, i es va constituint al llarg del temps. Com a conseqüència d'aquestes tendències sorgiren en la filosofia orteguiana els conceptes de raó vital i raó històrica.
A Espanya agafà gran importància el krausisme, un moviment de renovació cultural promogut per Giner de los Ríos i la Institución Libre de Enseñanza. Hi seguí la generació del 98, caracteritzada per la seva preocupació cultural a Espanya. Partien d'una visió pessimista del present espanyol, provocada per la seva profunda crisi moral. D'aquesta generació destaca un pensador original, asistemàtic i solitari, Miguel de Unamuno, que recull en les seves obres temes de Kierkegaard quan aquest era pràcticament desconegut a Europa. Entre el 1906 i el 1912 mantingué una amarga polèmica amb Ortega sobre el tema de l'europeïtzació d'Espanya o l'espanyolització d'Europa, de la qual s'ha difós sobretot la lapidària expressió d'Unamuno «¡Que inventen ellos!», que Ortega percebia com una «desviación africanista del maestro y morabito salmantino».

## Filosofia
L'objectiu de la filosofia és trobar l'ésser fonamental del món. Aquest «ésser fonamental» és radicalment diferent de qualsevol ésser contingent o intramundà; i també és diferent d'«allò donat» (expressió amb la qual Ortega es referia als continguts de la nostra consciència = «allò donat» en la nostra consciència). Tot contingut de consciència és, per definició, fragmentari, i no serveix per oferir el sentit del món i de l'existència. Aquest sentit només es troba en l'«ésser fonamental» o «el tot». La filosofia és el saber que s'encarrega d'apropar-nos a aquesta qüestió.
«Filosofia» en Ortega es troba unida a la paraula «circumstància», que Ortega fa famosa amb la seva expressió: «Jo sóc jo i la meva circumstància, i si no la salvo a ella no em salvo jo». (Meditacions del Quixot, 1914). Manté els principis essencials del seu perspectivisme en períodes posteriors del seu pensament.
A partir d'El tema del nostre temps desenvolupa el «raciovitalisme», teoria que funda el coneixement en la vida humana com la realitat radical, un dels components essencials del qual és la pròpia raó.
Per a Ortega, la vida humana és la realitat radical, ço és, aquella en què apareix i sorgeix tota altra realitat, incloent-hi qualsevol sistema filosòfic, real o possible. Per a cada ésser humà la vida pren una forma concreta.
Denomina «raó vital» un nou tipus de raó —en rigor, el més antic i primari—, i «raciovitalisme» a la manera de pensar que es basa en el seu nou concepte de raó. La raó vital és una raó que es va realitzant constantment en la vida a la qual és inherent.

### Etapes del pensament oreguià
El pensament d'Ortega sol dividir-se en tres etapes:
- Etapa objectivista (1902-1914): influït pel neokantisme alemany i per la fenomenologia de Husserl, arriba a afirmar la primacia de les coses (i de les idees) sobre les persones.
- Etapa perspectivista (1914-1923): s'inicia amb Meditacions del Quixot. En aquesta època Ortega descriu la situació espanyola a Espanya invertebrada (1921).
- Etapa raciovitalista (1924-1955): es considera que Ortega entra en la seva etapa de maduresa, amb obres com El tema del nostre temps, Història com sistema, Idees i creences o La rebel·lió de les masses.

### El perspectivisme
El perspectivisme o «doctrina del punt de vista» és una doctrina filosòfica que sosté que tota percepció i ideació és subjectiva. L'individu mira des d'un punt de vista concret, en una direcció pròpia.
Per a Ortega, la perspectiva és la forma que adopta la realitat per a l'individu. Això no el fa caure en el subjectivisme, car per a ell cada subjecte té la seva pròpia forma d'accedir a la realitat, la seva pròpia part de veritat, que pot ser àdhuc contradictòria amb la de la resta.
La veritat absoluta, omnímoda, pot ser la suma de les perspectives individuals o d'aquestes més una part fora de la perspectiva (no vista), que, per això mateix, són vertaderes parcialment. Aquesta veritat absoluta es trobaria en el que s'anomena Déu.

### Raó vital
La raó vital és la raó plantejada per Ortega, en substitució de la raó pura cartesiana de la tradició filosòfica. Aquesta raó integra totes les exigències de la vida, ens n'ensenya la primacia i les categories fonamentals. No prescindeix de les peculiaritats de cada cultura o subjecte, sinó que fa compatible la racionalitat amb la vida. És el principi clau del raciovitalisme.

### Jo i la meva circumstància
Amb la frase «Jo sóc jo i la meva circumstància i si no la salvo a ella no em salvo jo», que apareix a Meditacions del Quixot, Ortega insisteix en allò que hi ha al voltant de l'home, tot el que l'envolta, no només allò immediat, sinó allò remot; no només físic, sinó històric, espiritual... L'home, segons Ortega, és el problema de la vida, i entén per vida quelcom concret, incomparable, únic: «la vida és allò individual»; és a dir, jo en el món; i aquest món no és pròpiament una cosa o una suma de coses, sinó un escenari, perquè la vida és tragèdia o drama, quelcom que l'home fa i li passa amb les coses. Viure és tractar amb el món, dirigir-s'hi, actuar-hi, ocupar-se'n. En altres termes, la realitat circumdant «forma l'altra meitat de la meva persona». I la reimpressió d'allò circumdant és el destí radical i concret de la persona humana.
L'home és un ésser que es troba immers, submergit en una circumstància (o natura), la qual li presenta diferents concepcions del seu estat físic i mental. Per tant, deixa a l'home la missió de satisfer-les. En el compliment d'aquesta tasca, afegeix Ortega, és que l'home crea la tècnica, que, segons ell, es pot definir com «la reforma que l'home imposa a la natura en vista de la satisfacció de les seves necessitats». Ortega definia l'home com un «ésser compost de realitats circumstancials creades per l'opacitat en la forma de pensar i en el sedentarisme com a font inspiradora de les cultures neopensants incapaces d'oblidar la tibantor que usurpa el conjunt de la saviesa».